# Hermann Kopp
Hermann Frantz Moritz Kopp (Hanau, 30 ottobre 1817 – Heidelberg, 20 febbraio 1892) è stato un chimico tedesco e uno dei primi storici della chimica.

## Biografia
Il padre Johann Heinrich era professore di fisica e chimica ad Hanau e medico personale del Granduca d'Assia. Un suo zio fu l'ultimo primo ministro del Granducato d'Assia.
Studiò scienze naturali a Heidelberg e Marburgo, ottenendo un dottorato all'età di 22 anni con la tesi De oxydorum densitatis Calcolo reperiendae modo (sul metodo per calcolare la densità degli ossidi). Attirò l'attenzione di Justus von Liebig, che lo chiamò a lavorare nel suo laboratorio. Nel 1864 venne nominato docente di fisica e chimica all'Università di Heidelberg. Studiò le relazioni tra le proprietà fisiche e la composizione chimica delle sostanze, in particolare tra il loro punto di ebollizione e la loro composizione chimica.
Nel 1843-1847 pubblicò la sua opera più importante, Geschichte der Chemie (Storia della chimica), in 4 volumi.  Nel 1863 contribuì articoli di fisica e chimica teorica all'opera Lehrbuch der Chemie di Graham-Otto. Collaborò per molti anni con Liebig alla stesura degli Annalen der Chemie e del Jahrenbericht.
Nella sua opera Die Alchemie in älterer und neuerer Zeit del 1886, Hermann Kopp sostenne la tesi secondo la quale il monaco alchimista Basilius Valentinus non fu mai esistito e i lavori a lui attribuiti vennero in realtà scritti dal suo editore, Johann Thölde.

## Opere principali
- Geschichte der Chemie, 4 volumi, Braunschweig 1843–1847
- Einteilung in die Kristallographie und in die kristallographischen Kenntnisse der wichtigern Substanzen, Braunschweig 1849, 2ª ediz. 1862
- Beiträge zur Geschichte der Chemie, Braunschweig 1869–1875
- Die Entwickelung der Chemie in der neuern Zeit,  Monaco 1871–1873
- Aurea catena Homeri, Braunschweig 1880
- Die Alchimie in älterer und neuerer Zeit, 2 volumi, Heidelberg 1886
- Lehrbuch der physikalischen und theoretischen Chemie (con Heinrich Buff e Friedrich Zamminer), Braunschweig 1857, 2ª ed. 1863
- Einiges über Witterungsangaben, Braunschweig 1879